# سین‌کیانگ ۲۳۳۶
سیارک ۲۳۳۶ (به انگلیسی: 2336 Xinjiang، نامگذاری:1975WL1) دو هزار و سیصد و سی و ششمین سیارک کشف شده‌است که در ۲۶ نوامبر ۱۹۷۵ کشف شد.
قدر مطلق سیارک برابر ۱۱٫۴۰ است.